# Delphine Théodore
Delphine Théodore ist eine französische Schauspielerin.

## Filmografie (Auswahl)

### Kinofilme
- 2009: Ich habe sie geliebt (Je l’aimais) von Zabou Breitman
- 2011: Small World (Je n’ai rien oublié) von Bruno Chiche
- 2012: L’Air de rien von Grégory Magne und Stéphane Viard
- 2013: Pauvre Richard von Malik Chibane
- 2015: Parasol – Mallorca im Schatten (Parasol) von Valéry Rosier
- 2016: Neruda von Pablo Larraín
- 2016: Dieumerci! von Lucien Jean-Baptiste[1]
- 2017: Das Leben ist ein Fest (Le Sens de la fête) von Éric Toledano und Olivier Nakache
- 2017: Zum Verwechseln ähnlich (Il a déjà tes yeux) von Lucien Jean-Baptiste[2]
- 2019: Trop belge pour toi von Xavier Seron, Meryl Fortunat-Rossi, Ann Sirot und Raphaël Balboni
- 2019: Sun von Jonathan Desoindre und Ella Kowalska

### Kurzfilme
- 2011: Je vous prie de sortir von Valérie Théodore
- 2012: Clean von Benjamin Bouhana
- 2012: Mort ou fisc von Jérémy Rochigneux und Jérôme Blanquet
- 2013: Tarim le Brave contre les Mille und Un Effets von Guillaume Rieu
- 2015: L’Ours noir de von Xavier Seron und Méryl Fortunat-Rossi (Magritte du meilleur court-métrage de fiction)
- 2015: Un entretien von Julien Patry
- 2016: La politesse des anges von Valérie Théodore
- 2016: Le monde du petit monde von Fabrice Bracq[3]
- 2016: Le plombier von Xavier Seron und Méryl Fortunat-Rossi (Magritte du meilleur court-métrage de fiction)
- 2017: Dysfonctionnatus von Antoine Dahan
- 2018: Lendemain de mariage von Robin Fabre und Clément Fabre
- 2018: Smile von Léa Lando und Stéphane Marelli
- 2019: La pose von Célia Pilastre und Crystal Sheperd-Cross
- 2019: Chèvre ou Vache 2 von Yvo Muller und Lauriane Escaffre
- 2021: Brasse Coulée von Régis Granet
- 2022: L’augmentation von Régis Granet

### Fernsehen
- 2009: Louis XV – Abstieg eines Königs (Louis XV, le Soleil noir)
- 2009: Les semaines de Lucide von Claire de la Rochefoucauld, Hervé Brami, Gérard Pautonnier, Ivan Radkine
- 2010: Mes colocs (Webserie) von Riad Sattouf
- 2011: Le Bonheur des Dupré (Fernsehfilm) von Bruno Chiche
- 2011: Platane (Fernsehserie) von Eric Judor und Denis Imbert
- 2012: La Famille Katz von Arnauld Mercadier
- 2013: Tu veux ou tu veux pas (Fernsehserie) von Franck Allera
- 2014: Dring (Fernsehserie) von Grégory Magne
- 2015–2016: Martin, sexe faible (Fernsehserie) von Juliette Tresanini und Paul Lapierre
- 2017: Kommissar Caïn (Caïn) (Fernsehserie)[4]
- 2017: Un Village Français – Überleben unter deutscher Besatzung (Un village français) (Fernsehserie) von Jean-Philippe Amar
- 2017: Paris, etc. (Fernsehserie) von Zabou Breitman
- 2018: Mike von Frédéric Hazan
- 2019: Il a déjà tes yeux von Lucien Jean-Baptiste
- 2019: Call My Agent! (Dix pour cent) von Marc Fitoussi
- 2021: Lien à corriger